# Henrique Fragoso Domingues Parreira
Henrique Fragoso Domingues Parreira (Lisboa, 17 de Maio de 1885 — Lisboa, 1 de Março de 1945), mais conhecido por Henrique Parreira, foi um médico e professor de Medicina na Faculdade de Medicina da Universidade de Lisboa onde ensinou Anatomia Patológica e Patologia Clínica.
Foi-lhe atribuído o grau de Comendador da Ordem de Santiago da Espada em 1929 pelo General Carmona, então presidente da República Portuguesa.
Encontra-se colaboração da sua autoria na revista Portugal Colonial (1931-1937).